# Đông Giang (xã)
Đông Giang là một xã thuộc huyện Hàm Thuận Bắc, tỉnh Bình Thuận, Việt Nam.
Xã Đông Giang có diện tích 91,74 km², dân số năm 1999 là 1.893 người, mật độ dân số đạt 21 người/km².